# Georg Wilhelm von Söhlenthal
Georg Wilhelm rigsfriherre von Söhlenthal (født 23. marts 1698 i Wien, død 3. januar 1768 i Altona) var en tysk adelsmand og dansk gehejmeråd, bror til Heinrich Friedrich og Beate Henriette von Söhlenthal.

## Biografi
Han fødtes i Wien som søn af kejserlig rigshofråd Rudolph Casper rigsfriherre von Söhlenthal (død 1706) og Anna von Gräfen. Faderen stammede fra en nederlandsk adelsfamilie og var blevet ophøjet i friherrestanden kort før sin død i 1706. Han besøgte fra 1714 det i pietistisk ånd ledede pædagogium i Halle, hvor han lærte Nikolaus Ludwig von Zinzendorf at kende, der udnævnte Söhlenthal til senior for den af ham ledede Sennepskornsorden. 1721-23 boede han hos sin broder i London, blev 1726 kammerjunker hos kronprinsen, 1728 amtmand i Segeberg og i april 1730 hofmester hos kronprins Frederik (V). Han var en ivrig tilhænger af den herrnhutiske retning, og hans hus var midtpunktet for de pietistiske kredse i hovedstaden.
En tid lang var han Christian VI's rådgiver i kirkelige sager, men det lykkedes ham ikke at gøre nogen indflydelse gældende på kronprinsens åndelige udvikling, idet han selv var en alt for blid og svag karakter. 1738 afskedigedes han fra sin stilling som hofmester og udnævntes til administrator for grevskabet Rantzau, hvor hans hjem i en lang årrække var samlingsstedet for de mähriske brødre og deres tilhængere i hertugdømmerne. 1744 rådede Christian VI's ven grev Christian Ernst zu Stolberg-Wernigerode kongen til atter at ansætte Söhlenthal som hofmester hos kronprinsen, men kongen var utilbøjelig dertil.
Söhlenthal fik 1731 det hvide bånd, 1738 dronningens orden og 1760 Elefantordenen og udnævntes 1744 til gehejmeråd og 1749 til gehejmekonferensråd. Frederik V skænkede ham efter sin tronbestigelse godset Sarlhusen ved Oldesloe, hvor Söhlenthal ophævede hoveriet.

## Ægteskaber og børn
Söhlenthal var 2 gange gift: 1. gang 1732 med Barbara Maximiliane f. baronesse Gratofska (1698 - 17. april 1760), 2. gang 1761 med Else f. Berregaard (født 19. juli 1715 i Roskilde, død før 24. maj 1793 i Glückstadt), datter af konferensråd Christian Berregaard og Jytte f. Worm, søster til Villum Berregaard og enke efter kabinetssekretær, konferensråd Carl Brandt til Teichhof (født 1696, død før 1738), ved hvem hun var moder til statsminister Christian Brandt og grev Enevold Brandt.